# T-34-85
T-34-85 – czołg średni konstrukcji radzieckiej z okresu II wojny światowej.

## Historia
W 1943 roku pojawił się problem niewystarczającego uzbrojenia głównego czołgu Armii Czerwonej – T-34. Niemcy wprowadzili w tym czasie do akcji nowe typy czołgów. Były to głównie wozy typu Panther i Tiger z nowymi armatami kal. 75 i 88 mm. Także popularny na froncie czołg Panzerkampfwagen IV, otrzymał nową długolufową armatę kal. 75 mm. Dowództwo radzieckie doszło do wniosku, że także T-34 należy wyposażyć w działo o większej sile ognia. Rozpatrywano przede wszystkim uzbrojenie czołgu w armatę o większym kalibrze. Rozpoczęto pracę nad uzbrojeniem wozu w działo o kalibrze 85 mm. Nad jego konstrukcją pracowało kilka zespołów konstruktorów.
Nowy czołg wszedł do produkcji seryjnej na początku 1944. Od swojego poprzednika różnił się głównie działem o większym kalibrze i nową trzyosobową wieżą. Pierwsze serie czołgów były uzbrojone w działo konstrukcji zespołu gen. F. Pietrowa (D-5T). Od marca 1944 rozpoczęto produkcję wozów uzbrojonych w działo ZiS-S-53 konstrukcji zespołu inż. S. Grabina. Produkcja szybko się rozwijała. Wkrótce prowadzona była w wielu zakładach. Nowy czołg wyparł z produkcji poprzednią wersję T-34. Wozy produkcji różnych fabryk różniły się szczegółami budowy (kształtem wieży, konstrukcją kół nośnych itp.).
W ZSRR produkcja czołgu T-34-85 trwała do 1950 roku. W tym czasie zbudowano 44 000 egzemplarzy. Po zakończeniu II wojny światowej produkcję tych wozów rozpoczęto także w Czechosłowacji (w latach 1951–1957 zbudowano 3000 sztuk) i Polsce (w latach 1951–1957 zbudowano 1400 sztuk).
Czołgi T-34-85 pozostające w radzieckiej rezerwie mobilizacyjnej były pod koniec lat 60. XX w. modernizowane. Powstał wtedy wariant T-34-85M. Zainstalowano w nich silniki wysokoprężne V-54 o mocy 520 KM oraz koła typu stosowanego w czołgach T-55. Ostatecznie z wyposażenia armii radzieckiej wycofano je na początku lat 90. XX w.

## Opis konstrukcji
Czołg T-34-85 zbudowany był w tzw. klasycznym układzie konstrukcyjnym. Kadłub o pochyłych ścianach, zmniejszających ryzyko przebicia przez pociski przeciwpancerne, wykonany został z walcowanych płyt pancernych o maksymalnej grubości 60 mm. Wieża zrobiona była z elementów odlewanych połączonych metodą spawania. Wnętrze pojazdu podzielone było na trzy przedziały: kierowania, bojowy i napędowy. W przedziale kierowania, rozmieszczonym z przodu kadłuba, znajdowały się stanowiska mechanika-kierowcy i strzelca pokładowego-radiotelegrafisty (od wersji T-34-85M1 i M2 zrezygnowano ze strzelca pokładowego, montując tzw. kursowy karabin maszynowy. Był on zamocowany nieruchomo w kadłubie czołgu. Kierowanie jego ogniem odbywało się poprzez zwroty całego pojazdu. Obsługę radiostacji przejął dowódca czołgu). W przedziale bojowym, obejmującym wnętrze wieży i środkową część kadłuba, znajdowały się stanowiska dla dowódcy czołgu i działonowego (z lewej strony wieży) oraz ładowniczego (z prawej strony wieży).
Czołg był napędzany silnikiem wysokoprężnym, widlastym, chłodzonym cieczą. Mechaniczny układ przeniesienia mocy składał się z: wielotarczowego sprzęgła głównego, skrzyni przekładniowej o 5 biegach do przodu i 1 w tył, dwóch mechanizmów skrętu typu sprzęgłowego i dwóch przekładni bocznych.
Układ bieżny obejmował 10 kół nośnych, 2 koła napinające z przodu i 2 koła napędzające z tyłu. Zawieszenie kół nośnych niezależne na wahaczach i resorach sprężynowych.
Zasadnicze uzbrojenie stanowiła 85 mm armata typu ZiS-S-53 o szybkostrzelności 6–7 strz./min. i maksymalnej donośności: 5200 m (ogniem bezpośrednim) i 13730 m (ogniem pośrednim). Z armaty strzelano pociskami przeciwpancernymi zwykłymi typu BR-365 i 365K lub podkalibrowymi typu BR-365P. Maksymalna przebijalność pancerza pociskiem zwykłym wynosiła – 102 mm z odległości 1000 m, pociskiem podkalibrowym – 138 mm z odległości 500 m. Do niszczenia celów nieopancerzonych stosowano pociski odłamkowo-burzące typu O-365.
Z armatą sprzężony był 7,62 mm karabin maszynowy DTM o szybkostrzelności 100–120 strz./min i donośności do 1500 m. W kadłubie znajdował się drugi karabin tego samego typu, który w wersji czołgu T-34-85M1 i M2 był karabinem kursowym.
Do prowadzenia ognia z armaty i sprzężonego z nią karabinu maszynowego wykorzystywano celownik typu TSz-16 o powiększeniu 4x. Do obserwacji przedpola przez załogę służyły: dwa peryskopy typu Mk-4 dla działonowego i ładowniczego, wieżyczka obserwacyjna dowódcy czołgu z peryskopem Mk-4 i 5 szczelinami obserwacyjnymi oraz dwa peryskopy w pokrywie włazu mechanika-kierowcy.
Czołg wyposażony był w radiostację typu 10RT-26, którą w późniejszym okresie zastąpiono radiostacją typu R-113. Zasięg łączności obu radiostacji do 20 km na postoju. Do łączności pomiędzy członkami załogi służył czołgowy telefon wewnętrzny typu TPU-47, zastąpiony potem czołgowym telefonem wewnętrznym typu R-120.

## Służba
Nowe czołgi zaczęły trafiać do jednostek pancernych w połowie 1944. Początkowo otrzymywały je jednostki gwardyjskie. W miarę rozwoju produkcji, następowała stopniowa wymiana sprzętu w innych oddziałach wyposażonych dotychczas w wozy T-34-76. Do końca wojny nie została ona jednak zakończona. Pełna wymiana, w Armii Radzieckiej, nastąpiła dopiero w połowie lat 50.
W 1945 T-34-85 zaczęły wypierać poprzedni model tego czołgu także z jednostek polskich, czechosłowackich i innych. W krajach tych stał się on podstawowym typem czołgu.
Po wojnie był eksportowany do wielu krajów świata. Brał udział w wielu konfliktach zbrojnych, np. wojnie koreańskiej, wietnamskiej, wojnach na Bliskim Wschodzie. W Europie po raz ostatni T-34-85 zostały użyte w walce w czasie wojny w Bośni w latach 1992–1995. W uzbrojeniu niektórych krajów (np. Jemenu) znajdują się do dziś.
W nieoczekiwany sposób T-34-85 został wykorzystany w Budapeszcie 23 października 2006 roku. Trwający ponad miesiąc kryzys wokół gabinetu Ferenca Gyurcsánya zaowocował ulicznymi zamieszkami podczas obchodów 50. rocznicy powstania węgierskiego w 1956 roku. Protestującym udało się uruchomić muzealny czołg T-34 będący elementem rocznicowej wystawy i użyć go w walkach z policją.

### Służba w Wojsku Polskim

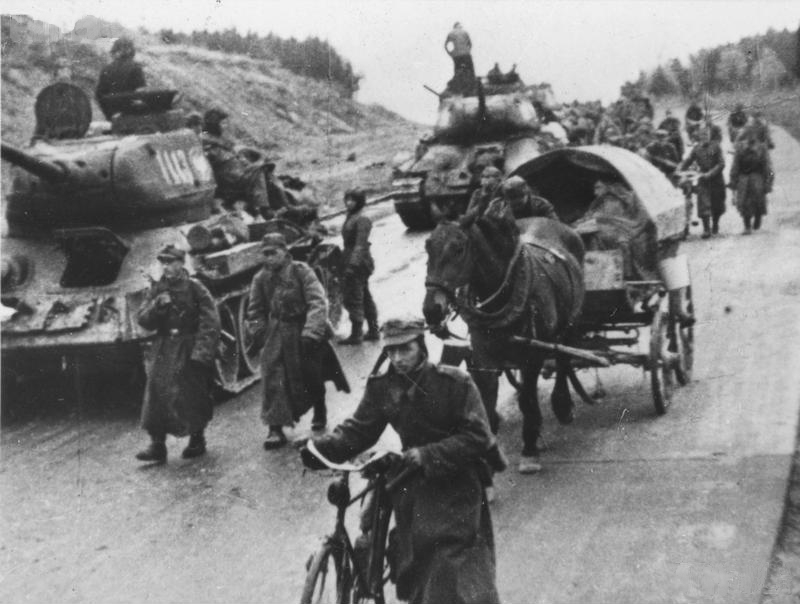
Czołgi T-34-85 2 Armii Wojska Polskiego w czasie operacji berlińskiej

Po zakończeniu wojny czołgi T-34-85 znajdowały się początkowo na uzbrojeniu samodzielnych pułków czołgów Wojska Polskiego. Od 1949 r. były one zasadniczym typem czołgu dywizji pancernych i zmechanizowanych. Po wprowadzeniu nowych typów czołgów, od drugiej połowy lat 50., przesuwano je stopniowo najpierw do dywizji II rzutu, a następnie do dywizji skadrowanych i rezerwowych, gdzie pełniły rolę czołgów bezpośredniego wsparcia piechoty. Z uzbrojenia wycofano je dopiero w 1986 r. w ramach procesu redukcji Wojska Polskiego.
W 1956 r. w czasie wydarzeń czerwcowych w Poznaniu, dwa czołgi T-34-85 znajdujące się na uzbrojeniu interweniujących jednostek WP dostały się w ręce demonstrantów, którzy wykorzystali je do ostrzału Wojewódzkiego Urzędu Bezpieczeństwa Publicznego.

## Produkcja w Polsce
Czołg T-34-85 był pierwszym wozem bojowym produkowanym w Polsce na skalę masową. W 1951 r. Polska zakupiła licencję na jego produkcję. Docelowo planowano produkować 3 tys. wozów rocznie. Producentem pojazdów były Zakłady Mechaniczne „Łabędy” w Łabędach koło Gliwic. Armaty czołgowe produkowała Huta Stalowa Wola, a silniki Zakłady Mechaniczne PZL-Wola w Warszawie. Produkcję seryjną uruchomiono w 1952 r. Do chwili jej zakończenia w 1956 r. zbudowano łącznie 1380 czołgów, z których 1108 przekazano jednostkom Wojska Polskiego. Pozostałe 272 wozy przeznaczono na eksport. W czasie eksploatacji w Wojsku Polskim część czołgów T-34-85 została zmodernizowana do wersji T-34-85M1 (podgrzewacz silnika, załoga 4 żołnierzy, wzmocnione zawieszenie) i M2 (dodatkowo przystosowany do pokonywania przeszkód wodnych po dnie). Modernizacji dokonywano w Wojskowych Zakładach Mechanicznych w Siemianowicach Śląskich.

## Nomenklatura
Poprawne oznaczenie to T-34-85. Często spotykany jest błędny zapis T-34/85. W dokumentach nie widnieje nigdzie oznaczenie T-34/85, a T-34-85.

## W kulturze popularnej
W książce „Czterej pancerni i pies” czołgiem „Rudy” był początkowo pojazd typu T-34-76, a następnie T-34-85. W serialu cały czas w roli „Rudego” występował czołg typu T-34-85.